# Pebibyte
En pebibyte er 250 byte = 1 125 899 906 842 624 byte = 1.024 tebibyte. Pebibyte Forkortes PiB.